# Port d'Andratx
El port d'Andratx és un port natural de les Illes Balears, envoltat de cales d'aigües transparents com cala Llamp, cala Moragues i cala d'Egos. Aquesta moderna localitat portuària, de gairebé 3.000 habitants, ha passat de ser un antic refugi de pescadors a ser un dels centres turístics més importants i visitats de Mallorca, gràcies a la seva activitat nàutica, cosa que propicia un turisme residencial més exclusiu.
El port és un lloc cosmopolita i alegre, on es mesclen nombroses cultures i es combinen compres, sol i lleure nocturn. També ofereix una infinitat d'activitats relacionades amb la mar. No obstant això, conté un dels ports esportius millor dotat de les illes, el Club de Vela d'Andratx, amb uns 500 amarraments, ocupat per embarcacions esportives i d'esplai.
La màxima animació es concentra al passeig marítim i al moll, on se situa l'edifici de la llotja, testimoni de la vigència de l'activitat pesquera i on es poden comprar les captures de peix fresc dels pescadors, als horabaixes. Tendes i restaurants amb agradables terrasses mirant la mar omplen el passeig marítim, que condueix al far i al Club de Vela, passant pel petit torrent des Saluet.
Al port, s'hi ubiquen elements patrimonials de gran interès històric i arquitectònic. Per una banda, les torres de defensa, testimonis de l'amenaça corsària que va existir a la zona, com la de Sant Carles, a sa Mola; o la del núm. 9 del carrer Rodríguez Acosta, convertida en un habitatge privat. Per altra banda, l'arquitectura religiosa ve representada per l'església de Nostra Senyora del Carme.
El port d'Andratx disposa d'una selecta infraestructura hotelera i també acull alguns dels establiments de més renom de l'oferta gastronòmica de l'illa. Al vespre, es converteix en una de les zones més animades del municipi.
Des del port és possible arribar fins a sa Mola, des d'on es pot gaudir d'una esplèndida posta de sol i de la mar oberta amb l'illa de sa Dragonera a l'infinit.